# 布罗基凤梨属
布罗基凤梨属（学名：Brocchinia）又名小花凤梨属、布洛凤梨属，是凤梨科中布罗基凤梨亚科的唯一属，包含20个物种。该属以意大利自然学家乔瓦尼·巴蒂斯塔·布罗基（1772-1826）的姓氏命名。
该属物种主要分布在南美洲的委内瑞拉南部和圭亚那地区的圭亚那地盾，部分物种延伸至哥伦比亚和巴西北部。

## 食虫性
本属至少有两个物种具有食虫特性，分别为（食蚁凤梨（又称小布洛凤梨）和食虫凤梨(又称布洛凤梨）。这两个物种（及许多本属其它的物种）都和其他积水凤梨一样会将雨水贮存在由叶片叠成、处于植株中心部位的杯状结构中。然而，这些物种的叶片几乎是垂直的，其内表面覆盖着使昆虫容易滑落的蜡质层，容器液体呈强酸性（pH约为3.0），并散发出甜蜜、类似花蜜的气味，而容器本身则充满了蚂蚁（食蚁凤梨）或蜂类（食虫凤梨）的尸体。近年来，科学家已经发现这些植物会向其积水槽里分泌磷酸酶，故可被视作为严格意义上的食虫植物。
此外，同属的蚁凤梨则是一种与蚂蚁共生的蚁栖植物。

## 演化
布罗基凤梨起初被认为是艳红鳳梨亞科的成员。然而，根据近代叶绿体DNA系统发生分析的结果，布罗基凤梨属实际可能是其他凤梨科植物的姊妹群；通过用多种单子叶植物化石的已知年代来校准凤梨科的系统树，得出布罗基凤梨属所在的演化支与其他凤梨科类群已经分离近2000万年之久，而现存的布罗基凤梨属物种则来源于较近期的快速分化。接下来在系统树上分化出来的系群包括光彩凤梨亚科和点头凤梨属。纳韦凤梨亚科也几乎完全仅限于该地区有分布。因此，整个凤梨科有可能是在圭亚那地盾地区产生的。
形态方面，（食蚁凤梨和食虫凤梨等物种均具有形似积水凤梨、植株中心由叶片叠成的叶杯结构，但该属最早分化出来的成员则多不具能够积水的叶杯（包括Prismatica演化支的Brocchinia prismatica及Maguirei演化支的Brocchinia melanacra和Brocchinia vesita等）。而Brocchinia micrantha则可长成树状。

## 种列表
截至2022年11月, 英国邱园的世界植物在线数据库接受的本属物种如下：
- Brocchinia acuminata L.B.Sm.
- Brocchinia amazonica L.B.Sm.
- Brocchinia cataractarum (Sandwith) B.Holst
- Brocchinia cowanii L.B.Sm.
- Brocchinia delicatula L.B.Sm.
- Brocchinia gilmartiniae G.S.Varad.
- 食虫凤梨（英语：Brocchinia hechtioides） Brocchinia hechtioides Mez
- Brocchinia hitchcockii L.B.Sm.
- Brocchinia maguirei L.B.Sm.
- Brocchinia melanacra L.B.Sm.
- 小花布洛凤梨（英语：Brocchinia micrantha） Brocchinia micrantha (Baker) Mez，也称小花小花凤梨[14]
- 小花凤梨（英语：Brocchinia paniculata） Brocchinia paniculata Schult. & Schult.f.
- Brocchinia prismatica L.B.Sm.
- 食蚁凤梨（英语：Brocchinia reducta） Brocchinia reducta Baker
- Brocchinia rupestris (Gleason) B.Holst
- Brocchinia steyermarkii L.B.Sm.
- 泰特布罗基凤梨 Brocchinia tatei L.B.Sm.
- 石杉凤梨（英语：Brocchinia uaipanensis） Brocchinia uaipanensis (Maguire) Givnish
- Brocchinia vestita L.B.Sm.
- Brocchinia wurdackiana B.Holst